# Castellar de la Frontera
Castellar de la Frontera est une commune espagnole de la communauté autonome d’Andalousie, située dans la province de Cadix.

## Géographie

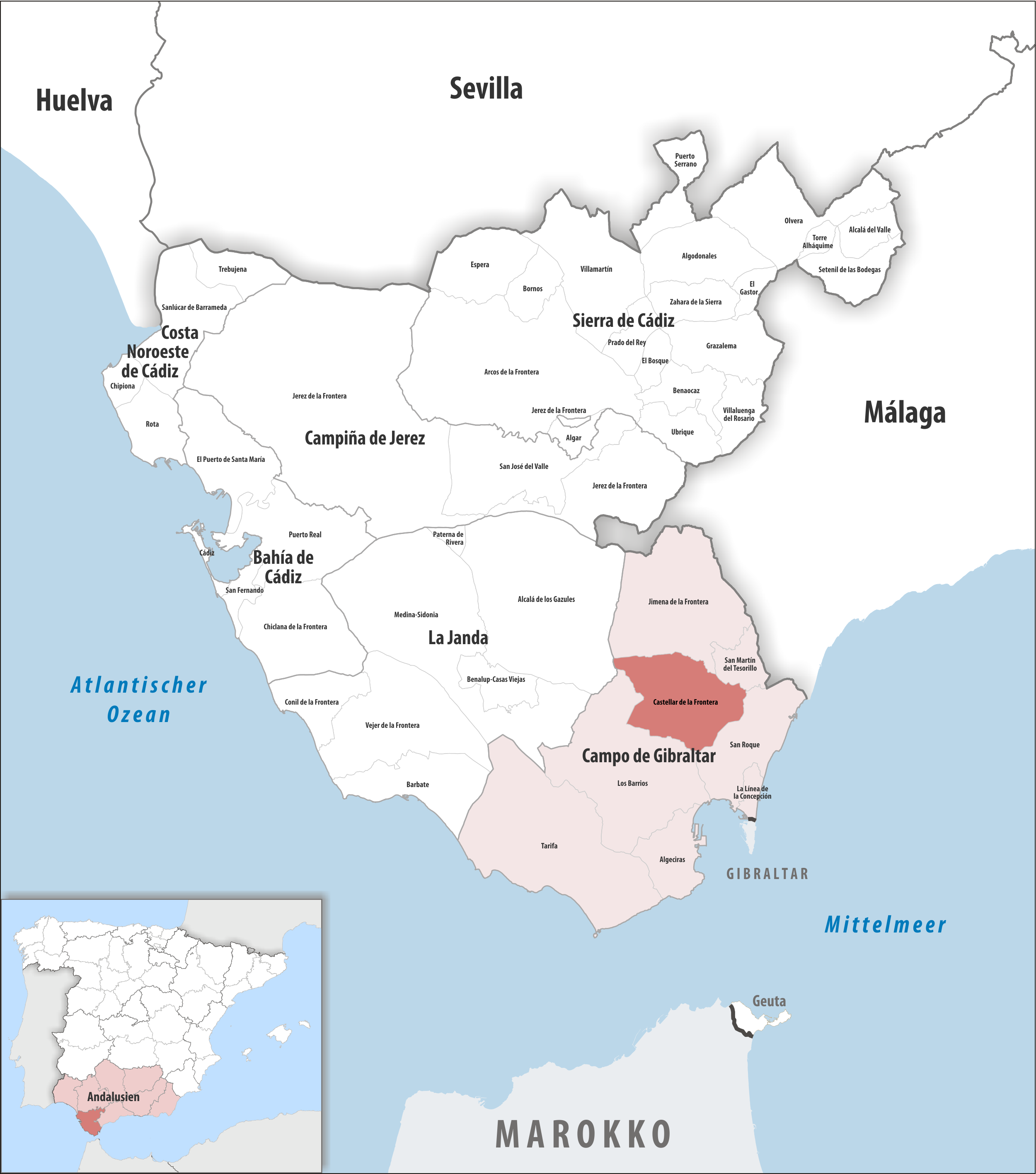
Castellar de la Frontera dans la province de Cadix / en Andalousie

### Localisation
La commune de Castellar de la Frontera est située dans la comarque du Campo de Gibraltar, dans le sud-est de la province de Cadix.
Algésiras est à 21 km au sud ;
Gibraltar à 27 km sud-sud-est ;
Cadix à 117 km ouest-nord-ouest ;
Malaga à 124 km nord-est.

### Généralités
Son territoire occupe une superficie de 178,93 km2 et son altitude moyenne est de 27 m.
Elle comporte trois noyaux de population : Castellar Viejo, le village originel autour du château ; Castellar Nuevo, le village moderne situé dans la plaine à 5 km au sud-est du centre ancien, où vit l'essentiel des habitants ; et La Almoraima (es), un hameau situé à 1 km au sud du nouveau centre.

### Sites naturels
Plus des 3/4 du territoire de la commune sont inclus dans le parc naturel Los Alcornocales (es).

### Hydrographie
La commune est traversée par un fleuve côtier, le Guadarranque (es), sur le cours duquel un barrage retient un lac artificiel : le réservoir du Guadarranque, également sur la commune.

## Politique et administration
La commune est dirigée par un conseil municipal de onze membres élus pour quatre ans. Lors des élections du 26 mai 2019, la liste du PSOE-A remporte la majorité absolue avec sept sièges. Le 15 juin suivant, Adrián Vaca Carillo est élu maire.
| Période                                  | Période  | Identité             | Étiquette | Qualité |
| ---------------------------------------- | -------- | -------------------- | --------- | ------- |
| Les données manquantes sont à compléter. |          |                      |           |         |
| 2011                                     | 2019     | Juan Casanova Correa | IULV-CA   |         |
| 2019                                     | En cours | Adrián Vaca Carillo  | PSOE-A    |         |

## Population et société

### Démographie
| 1900  | 1920  | 1940  | 1950  | 1960  | 1970  | 1981  | 1991  | 2000  |
| ----- | ----- | ----- | ----- | ----- | ----- | ----- | ----- | ----- |
| 1 428 | 1 720 | 2 007 | 1 943 | 2 491 | 2 016 | 1 990 | 2 299 | 2 531 |

| 2005  | 2016  | - | - | - | - | - | - | - |
| ----- | ----- | - | - | - | - | - | - | - |
| 2 874 | 3 050 | - | - | - | - | - | - | - |

### Éducation
La municipalité possède une école primaire Tierno Galván, un institut d'enseignement secondaire Almoraima, un centre d'études pour adultes et une bibliothèque publique.

## Économie
Les principales activités économiques sont immobilières et hôtelières, liées au secteur du tourisme.
L'agriculture se concentre autour du coton (134 ha), du blé (372 ha), des oranges (200 ha) et des olives destinées à la fabrication d'huiles (100 ha).

## Équipements et transports

### Voies de communication
La route A-405 traverse la commune du nord au sud et est raccordée avec l'autoroute A-7, dite « autoroute de la Méditerranée », qui relie Barcelone à Algésiras.

### Transports
La commune possède une gare ferroviaire de la Renfe située à Almoraima sur la ligne entre Grenade et Algésiras.

## Culture et patrimoine

### Monuments
- Le château de Castellar est un bel exemple d'architecture militaire des XIIe et XVe siècles.
- Alcázar-Palacio du Marquis de Moscoso.
- Couvent baroque de la Almoraima du XVIIe siècle.
- Église du divin Sauveur (XVIIe siècle).

Le vieux quartier entouré de murailles fortifiées a été déclaré monument historique en 1963, et est traversé par la fameuse route des taureaux (haciendas d'élevages).

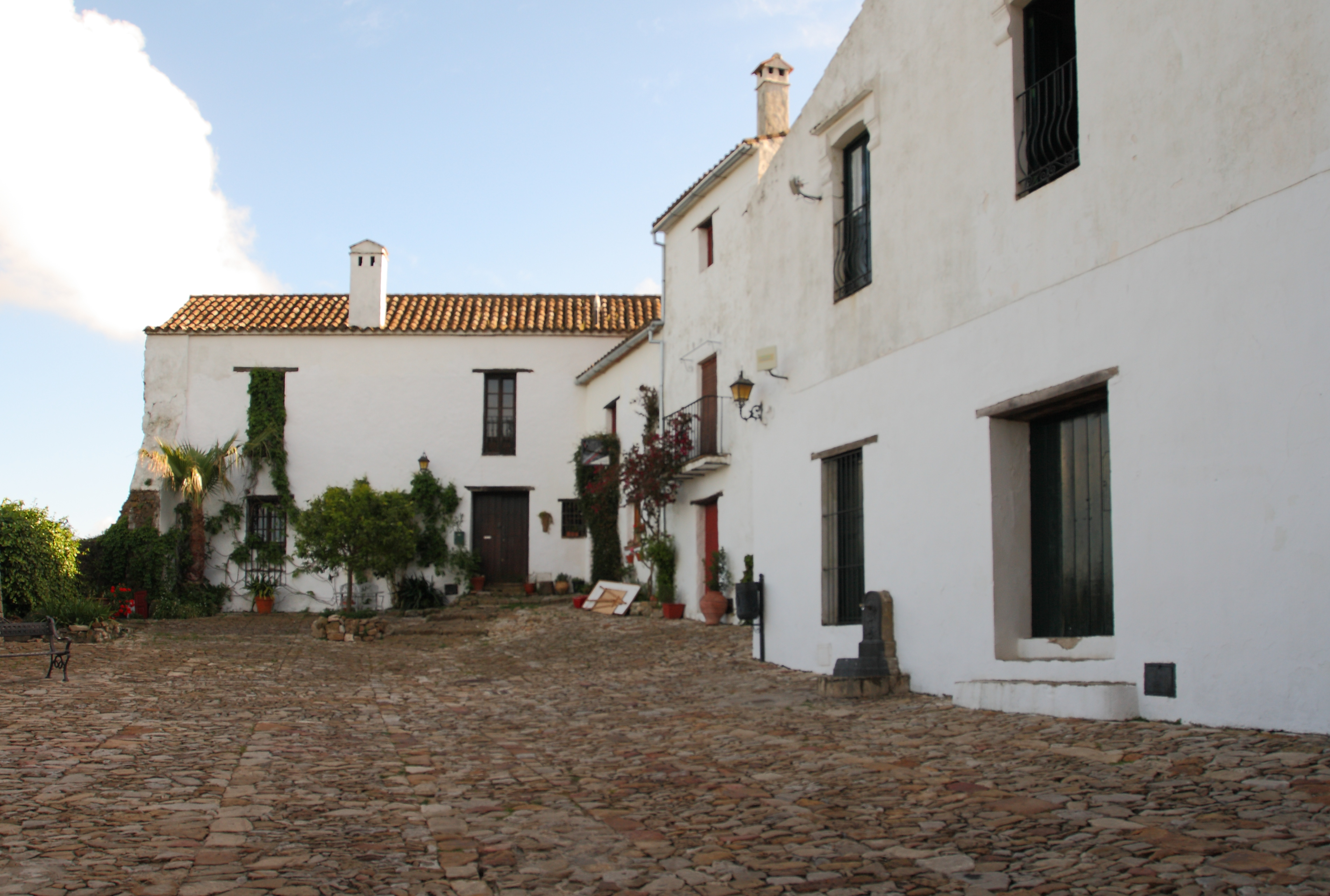
Place du Centre
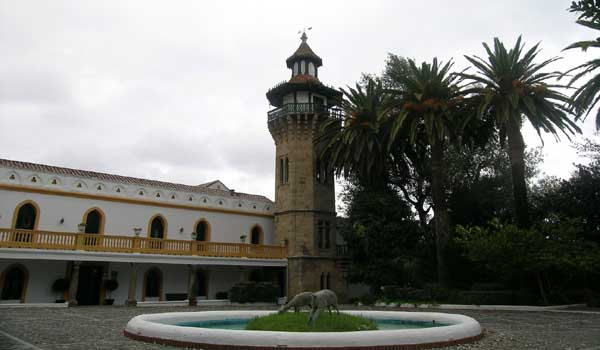
Couvent et tour de La Almoraima (es)
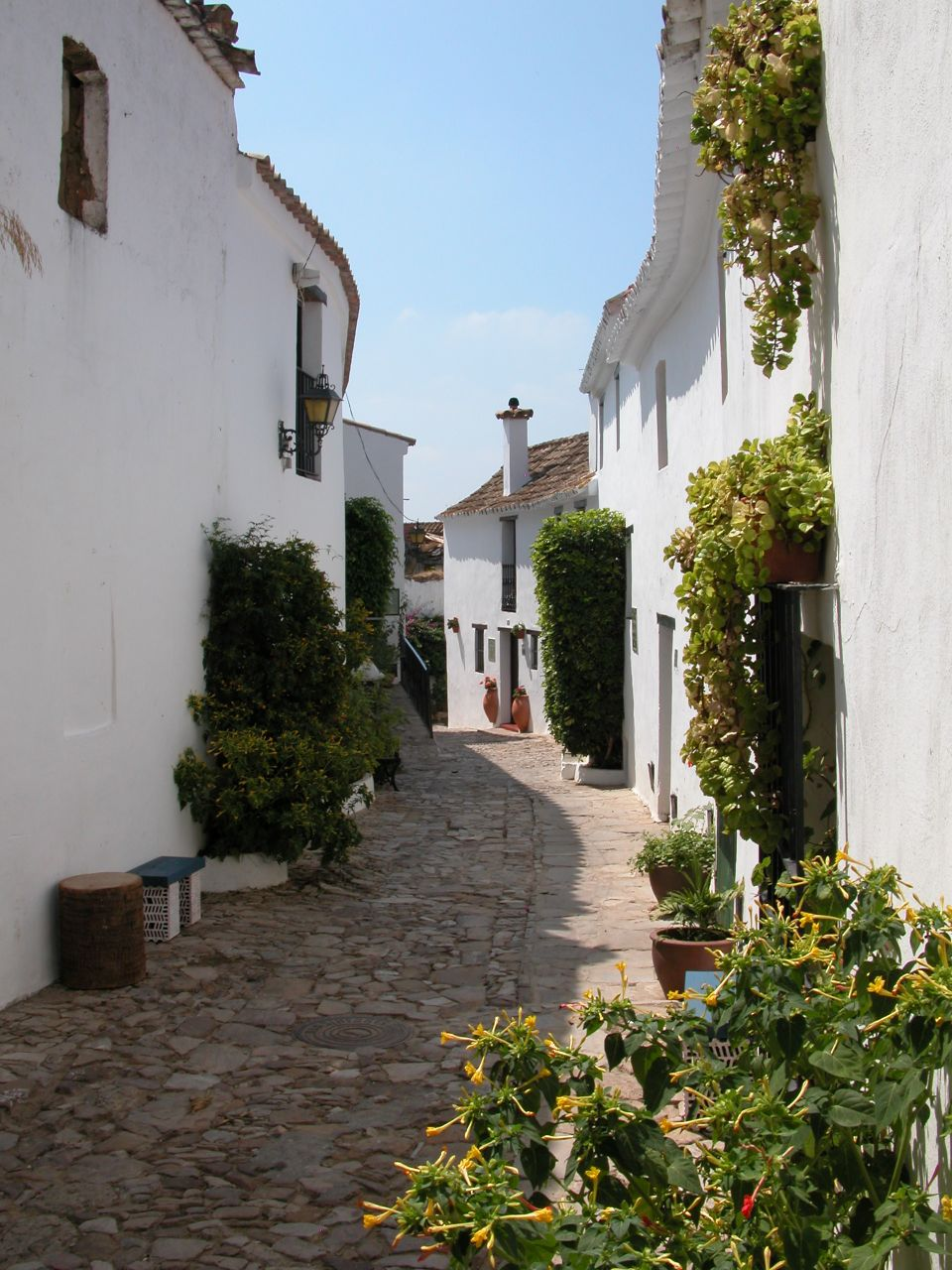
Ruelle typique
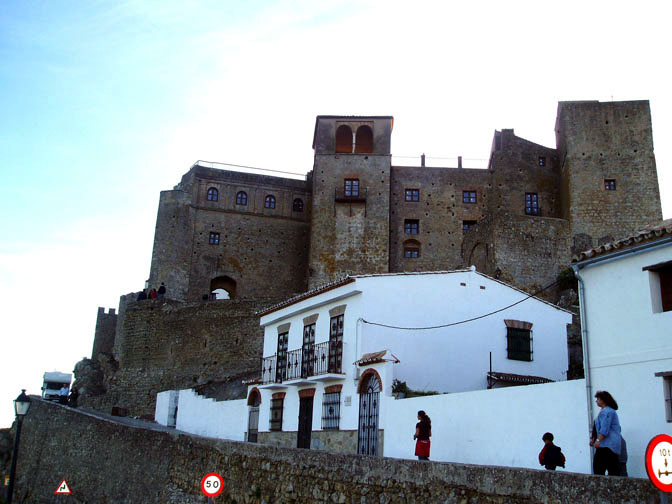
Palais du Marquis de Moscoso

### Gastronomie
Le principal plat traditionnel de Castellar de la Frontera est le lapin à la tomate (Conejo con tomate).